# Adelaida Aleu Soria
Adelaida Aleu i Soria, coneguda artísticament com a Adelaida Aleu-Caballé o Adelaida Aleu-Cavallé (Barcelona, ca. 1819, - ?) fou una soprano comprimària catalana. L'ús del cognom Caballé prové del seu matrimoni amb el mestre apuntador Pere Caballé i Casas.

## Biografia
Adelaida fou filla d'Antoni Aleu i Ventosa, sergent del Regiment de Granaders de la companyia de Ferran VII, nascut a Tarragona, i de Francesca Soria i Padrós, de Cervera. Altres germans d'Adelaida van néixer a Girona.
La seva primera participació com a cantant recollida en premsa va ser en l'estrena a Barcelona de l'òpera Francesca Donato ossia Corinto distrutta de Saverio Mercadante, al Liceu Filodramàtic de Montsió, el 10 de juliol de 1841. L'any següent, el 23 d'agost de 1842, es va casar amb el professor de cant Pere Caballé i Casas. Va actuar al Gran Teatre del Liceu en les temporades entre 1846-1847 i 1851-1852. El dia 1 de juliol de 1848 va participar en l'estrena a Barcelona de l'òpera Macbeth de Giuseppe Verdi, fent el paper de dama de Lady Macbeth. En la temporada 1850-1851 va ser una de les intèrprets de l'estrena en aquest teatre de l'òpera bufa La prova di un'opera seria, del compositor Giuseppe Mazza, que va tenir lloc el 18 de gener de 1851. En setembre de 1853 es va anunciar la seva incorporació a la companyia del Teatre Principal de Barcelona, juntament amb el seu marit, Pere Caballé. En febrer de 1854 es va anunciar la creació de l'una companyia del Teatre del Circ Barcelonès, que incorporà com a comprimària Adelaida Aleu-Caballé. En aquesta companyia van participar també Pere Caballé (director de cors), la cantant Elisa Villó i el seu marit Tomàs Genovés (director), entre d'altres. Després d'aquell anunci el seu nom desapareix de les hemeroteques.
Va tenir una filla, Clotilde Caballé i Aleu, nascuda el 27 de desembre de 1846 i batejada a la Catedral de Girona dos dies més tard.